# Pristimantis fenestratus
Pristimantis fenestratus es una especie de anfibio anuro de la familia Craugastoridae.
Se distribuyen por la cuenca amazónica alta de Brasil, Colombia, Ecuador, Bolivia y Perú.
Habita en terreno húmedo montano y bosques de tierras bajas, incluyendo bosques secundarios y sus linderos.